# Vendedoras del Fontán (escultura)
L'escultura urbana coneguda pel nom Vendedoras del Fontán, ubicada a la plaça Daoíz y Velarde, a la ciutat d'Oviedo, Principat d'Astúries, Espanya, és una de les més d'un centenar que adornen els carrers de l'esmentada ciutat espanyola.
El paisatge urbà d'aquesta ciutat, es veu adornat per obres escultòriques, generalment monuments commemoratius dedicats a personatges d'especial rellevància en un primer moment, i més purament artístiques des de finals del segle xx. La composició, feta de bronze, és obra de Amado González Hevia, "Fávila", i està datada 1996, any que apareix inscrit als baixos d'una de les figures de la composició. La plaça de Daoíz i Velarte, té en el seu interior el mercat del Fontán, lloc en el qual s'oferia als ciutadans d'Oviedo el gènere agrícola, ramader i artesania asturiana els dijous i dissabtes de cada setmana, Després de la  guerra civil, el mercat es va convertir en un lloc i àmbit exclusiu de les dones. La composició, inspirada en una antiga fotografia d'Adolfo López Armán, ve a mostrar les de dones que pujaven des de Faro a Oviedo per vendre els típics productes de ceràmica realitzats a la terrisseria familiar. És una obra d'estil realista, està situada a la Plaça Daoíz i Velarde, zona de venda ambulant des de 1996, del Mercat del Fontán.